# Laura Nyro
Laura Nyro, née Laura Nigro le 18 octobre 1947 à New York et morte le 8 avril 1997 à Danbury, dans le Connecticut, est une auteure-compositrice-interprète et pianiste américaine. Sa musique mêle rock, jazz, rhythm and blues, gospel et Brill Building Pop.
Son nom de scène vient de son souhait d'éviter un rapprochement avec le mot negro, et de rendre hommage à sa ville natale New York (d'où le Ny).
Elle est surtout connue pour ses compositions interprétées par d'autres, ou écrites spécialement pour d'autres, notamment le groupe The 5th Dimension (« Wedding Bell Blues », « Stoned Soul Picnic », « Sweet Blindness »), Blood, Sweat and Tears (« And When I Die »), Three Dog Night (« Eli's Coming ») ou Barbra Streisand (« Stoney End »). Elle a eu une influence profonde sur de nombreux artistes apparus au cours des décennies suivantes — des femmes en premier lieu, mais aussi des hommes. Elle est en outre l'une des premières femmes à maîtriser tous les stades de l'élaboration et de l'interprétation de sa musique, ce qui lui confère une forme inédite d'indépendance.
En 2012, elle intègre à titre posthume le Rock and Roll Hall of Fame.

## Biographie

### Enfance
Laura Nyro naît et grandit dans le quartier du Bronx, à New York, dans une famille où se côtoient les religions catholique et juive et deux nationalités d'origine (italienne et russe). Elle doit son prénom au thème d'un film d'Otto Preminger intitulé Laura. Son père, Louis Nigro, est trompettiste de jazz et accordeur de pianos. Sa mère Gilda (née Mirsky) est comptable. Elle affectionne la musique de Claude Debussy ou Maurice Ravel, ainsi que la voix de Leontyne Price. Dans son voisinage, différentes cultures cohabitent : celles des Portoricains, des Irlandais, des Juifs et des Italiens.
Elle décrit son enfance dans le magazine Life en 1970 : « J'ai toujours chanté, depuis que les sons s'offrent à moi. Et j'ai toujours écrit de courts poèmes, puis j'ai commencé à composer de petites mélodies vers huit ou neuf ans ».

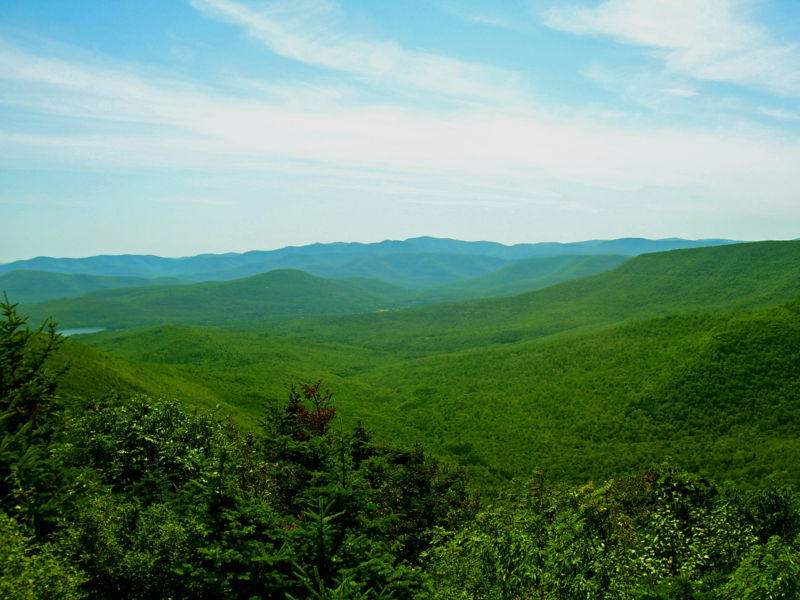
Catskills Mountains

Elle écrit sa première composition musicale à l'âge de six ou sept ans, intitulée Indian Song. La famille possède jusqu'à la fin des années 1950 un piano Steinway vieux de 75 ans, avec lequel Laura et son frère de trois ans son cadet apprennent à jouer. Laura pratique principalement en autodidacte : elle arrête vite les cours de piano, se sentant trop contrainte par son professeur. Elle apprend également la guitare. Elle chante pour la première fois en public dans les concerts d'été des Catskills à l'âge de dix ans.
Laura Nyro s'inspire du style doo-wop des années 1950, et monte un groupe avec d'autres jeunes pour chanter a cappella dans une station de métro. À l'adolescence (vers 1964), ses goûts musicaux privilégient les femmes afro-américaines, notamment Patti LaBelle, The Orlons, Martha and the Vandellas, Nina Simone, Billie Holiday. Elle admire en outre Curtis Mayfield, Joan Baez, ou encore dans le milieu du jazz, John Coltrane et Miles Davis. Peu avant sa mort, Laura Nyro décrivait ses passions musicales de ces années de formation comme « un confluent de différents genres musicaux ».

### 1966-1967: Premiers enregistrements
À 17 ans, Laura Nyro quitte la High School of Music and Art de Manhattan, avant la fin de son cursus, pour vivre de sa musique. En 1966, elle joue pour la première fois dans un studio d'enregistrement et impressionne Jerry Schoenbaum, directeur du label Verve : « ses mélodies [étaient] si étranges, et se différenciaient de ce qui se faisait à cette époque — les mesures, les suites d'accords, les textes, tout était inhabituel ». Et bien que Laura Nyro refuse alors de jouer autre chose que ses propres compositions, son premier disque, co-produit avec Herb Bernstein, restera le seul pour lequel elle accepte de céder à des compromis suggérés par ce dernier (« Si tu changes de tempo toutes les 30 secondes, tu vas perdre l'auditeur lambda »). C'est également le seul disque sur lequel elle n'effectue pas elle-même les prises de son du piano, la tâche étant confiée au musicien de studio Stan Free. Elle fait preuve d'une grande volonté pour faire valoir ses œuvres. À cette époque une telle attitude était hors-normes dans l'industrie musicale, et plus encore pour une femme, comme l'explique Janis Ian (Society's Child) : « En tant que chanteuse, on n'aurait guère pu penser de toi que tu saches en plus jouer d'un instrument ; personne ne s'attendait à ce que tu composes tes chansons toi-même, ou que tu guides les musiciens de studio. Tout ça, c'était prévu pour les gars ». [réf. nécessaire] L'enregistrement sort en février 1967 sous le titre More Than a New Discovery. Ses titres sont rarement diffusés à la radio dans la région de New York, mais le sont davantage en Floride et sur la côte Ouest en général. Il s'agit notamment des titres Wedding Bell Blues et And When I Die.

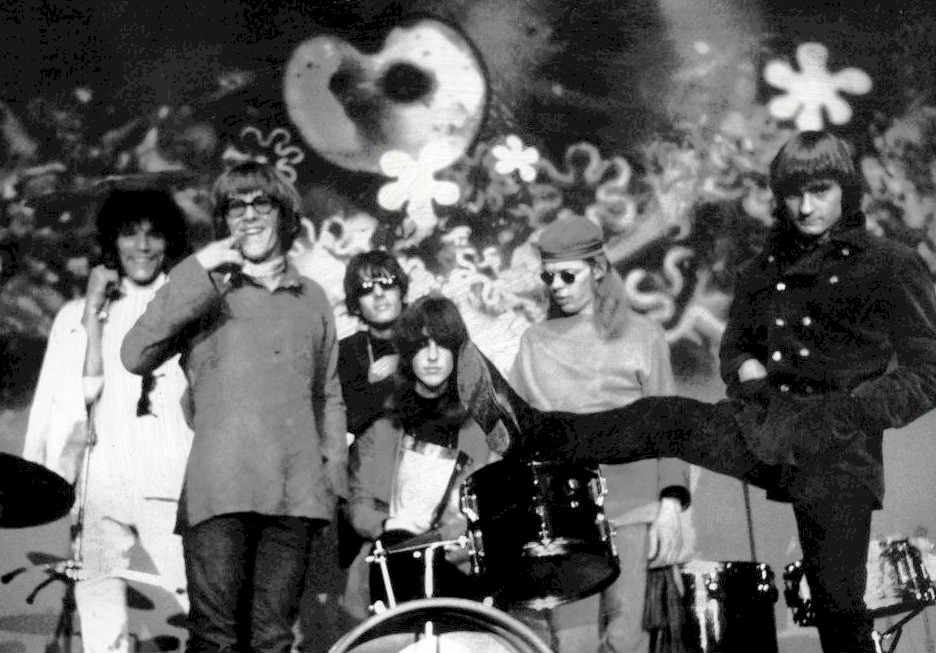
Jefferson Airplane 1970

Dans la foulée de ce succès, au début de l'année 1967, Laura Nyro donne une série de concerts à San Francisco, dans un coffee shop appelé le « hungry i », puis est invitée au Monterey Pop Festival pour le 17 juin 1967 par son coorganisateur Lou Adler. Elle joue le second jour, entre les Byrds et Jefferson Airplane, quatre de ses plus grands titres. Contrairement à ses habitudes, elle ne s'assoit pas au piano et est soutenue par deux membres noirs du groupe vocal Hi Fashions. Elle se tient à côté d'eux sur la scène et est aussi accompagnée des six grandes figures du big band du festival. Les deux choristes au fond portent des robes de cocktail bleu sombre, Nyro porte une robe noire aux genoux avec une épaule libre et sur l'autre un voile de tissu. Ces aspects acoustiques comme visuels deviennent habituels tout comme les pantalons à pattes d'éléphant ou les ponchos avec des chaînes de clochettes. Les comptes-rendus de Monterey évoquent une huée à la fin de sa performance, laquelle n'est pourtant pas audibles sur les enregistrements vidéo publiés en 1997 dans Monterey Pop: The Lost Performances.Pour le chercheur Andy Arleo, ses difficultés s'expliquent par son style trop éloigné des autres artistes du festival, la programmation faisant la part belle au rock psychédélique. En outre elle connaît à peine les musiciens qui l'entourent, lesquels ont du mal à suivre ses arrangements audacieux. Sa performance aurait ainsi été perçue comme la résurgence incongrue d'un style désuet de rock 'n' roll, selon le magazine Life.
Désormais, elle ne désire plus jouer « devant des masses de vendeurs de voitures qui boivent beaucoup et discutent durant les chansons ».

### La rencontre avec David Geffen
Après Monterey, elle entre dans une phase dépressive : elle ressent son entrée en scène comme un échec, tandis que son premier album est un échec commercial.
Monterey pousse toutefois le producteur David Geffen à se pencher sur sa carrière. La combinaison semble a priori étonnante entre la chanteuse introvertie, fragile, hostile à la musique mainstream, et le jeune producteur de 24 ans à qui tout réussit. Geffen négocie son départ de Verve avec Artie Mogull, son premier manager, qui a engagé la chanteuse alors qu'elle était encore mineure. Geffen rachète ses premiers titres pour 470 000 $. Geffen et Nyro établissent une nouvelle compagnie de musique : Tuna Fish Music. Cette collaboration permet à Nyro d'acquérir une grande autonomie artistique, rare à l'époque. Elle signe grâce à lui un nouveau contrat d'enregistrement avec Clive Davis chez Columbia Records, où d'autres artistes qu'elle admire comme Miles Davis et Bob Dylan ont signé. Geffen insiste sur la nécessité que les personnes impliquées travaillent uniquement pour elle et avec elle, sans chercher à lui imposer une direction artistique. Ce changement de producteur permet à Laura Nyro d'accéder à un meilleur rendu sonore. Chaque instrument est enregistré sur une piste sonore isolée ; elle joue d'abord au piano et pose sa voix, puis indique ensuite ses attentes aux musiciens. Laura Nyro n'a pas appris le solfège et évoque la musique comme un ensemble de couleurs, de nuances de sons. Elle explique à Life en 1970 qu'elle a notamment demandé à ses musiciens de jouer en s'inspirant d'Indiens partant en guerre. Cela lui permettait d'avoir son propre langage.
Parallèlement, elle continue de publier des nouvelles chansons, et ses disques (Verve Records a sorti Wedding Bell Blues en tant que single) rencontrent un certain succès. Sur les couvertures des deux disques suivants, Nyro décrit Geffen comme « un agent et un ami ». En mars 1968 sort son second album intitulé Eli and the Thirteenth Confession, lequel suscite des critiques très élogieuses, pour la profondeur de son interprétation et la sophistication de ses arrangements, mêlant structures pop et jazz d'avant-garde, avec de riches images et une grande étendue du registre vocal.

### Le temps des succès
En 1968, Laura Nyro se lie durant environ un an avec Jim Fielder, bassiste de Blood, Sweat and Tears. Sur les conseils de Geffen, elle refuse la proposition de devenir la chanteuse du groupe après le départ du leader Al Kooper.[réf. souhaitée]
Parallèlement, elle travaille sur New York Tendaberry (en). Le titre provient d'un syllogisme de Nyro[pas clair] rappelant le cœur doux de New York sous l'asphalte. Lorsqu'elle ne travaille pas au studio, elle s'assoit à son piano dans son appartement et s'entraîne durant des heures sur des accords : « Lorsque j'enregistre un disque, je ne suis pas un homme ni une femme. Je ne dors pas et je ne veux parler avec personne. Je n'ai pas besoin de stimulants pour cela, juste de mon énergie. ». Le disque sort le 24 septembre 1969 après plusieurs mois de préparation. Cet album est généralement considéré comme son chef-d'œuvre.
Ces deux albums rencontrent le succès avec les chansons « Time and Love » (reprise par Barbra Streisand) et Save the Country (en), inspirée par l'assassinat de John Kennedy (reprise par de nombreux artistes dont Thelma Houston ainsi que Kanye West avec The Glory). En janvier 1969, Laura Nyro apparaît deux fois à la télévision. Elle chante six de ses chansons au magazine télévisé Critique présenté par John Charles Daly de What's My Line? et est interviewée par William Kloman, journaliste au New York Times. L'échange se poursuit ensuite avec une discussion entre deux critiques. Pour eux, son discours s'oppose à sa musique, timide face à un talent incontrôlable.[pas clair] Le 16 juillet, elle est invitée à l'émission hebdomadaire Kraft Music Hall (en), intitulée pour l'occasion The Sound of the Sixties, aux côtés de Stevie Wonder, Judy Collins et Buddy Rich.
Deux ans après Monterey, elle remonte sur scène pour la première fois. Selon David Geffen, elle avait besoin d'abord d'acquérir une plus importante notoriété afin de ne pas subir de nouvelles huées : « J'ai fait en sorte qu'elle reste injoignable pendant deux ans, parce que je savais que si elle remontait sur scène avant d'avoir un public, elle en souffrirait. »
En 1970 sort le quatrième album de Nyro, intitulé Christmas and the Beads of Sweat (en). Il regroupe des artistes comme Duane Allman et les musiciens de Muscle Shoals.
L'album suivant Gonna Take a Miracle (en) est son seul album contenant uniquement des reprises. Celui-ci a été enregistré entre mai et juin 1971 aux Sigma Sound Studios à Philadelphie, où elle a travaillé avec Gamble and Huff ; Patti LaBelle, Nona Hendryx et Sarah Dash (en) du groupe Labelle jouaient les choristes. Elle y reprend « Nowhere to Run » de Martha and the Vandellas. Pour Andy Arleo, le style de Laura Nyro rappelle le gospel avec une opposition fréquente entre l'Enfer et le Paradis, entre le bien et le mal, ce qui rend parfois son style relativement obscur pour les non initiés.
En 1971, David Geffen choisit de créer son propre label, Asylum Records, afin de permettre à Jackson Browne et d'autres artistes de mieux négocier leurs contrats. Dans un premier temps Nyro accepte de le rejoindre et de devenir sa première artiste, mais finit par se rétracter en signant un nouveau contrat avec Columbia Records pour les cinq années suivantes. Pour Geffen, c'est une trahison puisque leur relation dépassait depuis longtemps la simple entente professionnelle.
Laura Nyro et David Geffen vendent la même année Tuna Fish Music à Columbia pour 4,5 millions de dollars. Selon les termes du partenariat passé avec Nyro, Geffen en touche la moitié, ce qui les rend tous deux millionnaires.
En 1972, Laura Nyro se marie avec David Bianchini, charpentier. Elle l'a rencontré loin du monde de la musique et ils partent s'installer dans le Connecticut. Le mariage s'achève rapidement puisqu'ils se séparent d'un commun accord en 1974 puis divorcent en 1976.

### Retour en studio
En 1976, après la fin de son mariage, Laura Nyro enregistre l'album Smile (en) et part pour une tournée de quatre mois. Cette tournée est réalisée avec son propre groupe et lui permet de réaliser un album live, Season of Lights (en), lequel sort en 1977.
En 1978 Laura Nyro compose l'album Nested (en) alors qu'elle est enceinte de son premier enfant. Le titre de l'album évoque cette période avec un jeu autour du mot « nest » (« nid ») renvoyant à la maternité. Elle rencontre à cette période la peintre Maria Desiderio (1959-1999) avec laquelle elle s'installe par la suite. L'album Nested représente sa première réflexion autour de la maternité, thème qui sera à nouveau abordé dans Mother's Spiritual (en) (1984). Pour Andy Arleo, cet album montre une vision plus optimiste proche du panthéisme. Elle évoque l'importance de son rôle de mère et sa vision de mère nature, notamment dans la chanson « To a Child ».
Elle dépense 200 000 dollars[Quand ?] afin de construire son propre studio rappelant l'article du Life de 1970.[pas clair] Pour elle, l'argent n'avait pas d'importance, elle essaie différents accords et compte sur les autres pour la soutenir financièrement.[pas clair]
En 1988 elle démarre une tournée en 1988 et la dédie au mouvement pour les droits des animaux. Elle inclut six nouvelles compositions à l'album Laura: Live at the Bottom Line (en). En 1990, elle prend part à la March for the Animals sur les marches du Capitole avec Christopher Reeve, Grace Slick ainsi que le dessinateur Berkeley Breathed (en).
Sur l'album Walk the Dog and Light the Light (en), co-produit par Gary Katz, Laura Nyro s'engage à nouveau, à travers la chanson « Broken Rainbow », évoquant l'injuste délogement des Navajos, dénoncé par le documentaire oscarisé du même nom (voir Broken Rainbow). Elle refuse les offres commerciales lucratives.[précision nécessaire] L'album devient l'un des plus emblématiques de Laura Nyro sur les protestations sociales.
Pour ses tournées de cette période elle est majoritairement entourée de femmes. En 1989 elle participe en solo au Michigan Womyn's Music Festival, un événement annuel tourné vers les communautés lesbiennes. L'une de ses chansons, Emmie, renvoie à un amour féminin.
En 1994, elle part ensuite en tournée au Japon, continuant à passer beaucoup de temps sur scène. En 1995, on lui diagnostique un cancer des ovaires, comme sa mère avant elle, de même que sa grand-mère et sa tante. Se sachant condamnée à brève échéance, elle choisit de travailler avec sa maison de disques sur une compilation de ses meilleures chansons. Celle-ci sort en février 1997 sous le titre Stoned Soul Picnic: The Best of Laura Nyro.
Laura Nyro meurt deux mois après, le 8 avril 1997, dans sa maison de Danbury. Sa partenaire Maria Desiderio, avec qui elle vivait, lui survit peu de temps, et meurt elle aussi d'un cancer des ovaires l'année suivante.

## Postérité
« Tous les albums de Laura Nyro sont des pèlerinages émotionnels — il est difficile de ne pas la rapprocher aujourd'hui d'une P.J. Harvey — dont il est malaisé de sortir intact. Tout comme Joni Mitchell, elle parvient à écrire une « musique de femmes » à la bouleversante véracité. Pour un auditeur masculin, les chansons de Nyro ont pu servir de passeport et balayer bien des brouillards adolescents ; montrer aussi comment les mystères de l'autre — de la femme — participaient d'une universalité sentimentale (au sens propre) que le rock s'est fait un devoir d'ignorer tout au long de son histoire. »

— Philippe Auclair, Dictionnaire du rock, sous la direction de Mishka Assayas, Robert Lafont, « Bouquins », 2000, page 1297
Les œuvres de Laura Nyro ont eu un succès contemporain limité, ses détracteurs lui reprochant un style de composition et d'interprétation déroutant ainsi que des textes obscurs. Son intransigeance et sa défiance vis-à-vis du star system ont également contribué à cette piètre reconnaissance, à une époque où les talents florissaient mais où même les plus brillants ne rechignaient pas à se mettre en scène à l'occasion. Malgré cela, ses albums — en particulier Eli and the Thirteenth Confession et New York Tendaberry — figurent parmi les sommets de la musique pop de la seconde moitié du XXe siècle, et son style a eu une influence majeure sur des artistes aussi divers que : Joni Mitchell, Carole King, Tori Amos, Patti Smith, Kate Bush, Diamanda Galás, Bette Midler, Rickie Lee Jones, Elton John, Jackson Browne, Alice Cooper, Elvis Costello, Cyndi Lauper, Todd Rundgren, Steely Dan, Sarah Cracknell, Melissa Manchester, Lisa Germano, Rosanne Cash.
Signes de cette consécration tardive, son entrée au Rock and Roll Hall of Fame en 2012, et les multiples créations rendant hommage à l'artiste : « Laura » (chanson du groupe Lush sur l'album Spooky, 1992) ; « Laura Nyro » (chanson du groupe Cosmic Rough Riders sur l'album Pure Escapism, 2001) ; Serious Playground: The Songs of Laura Nyro (album de Judy Kuhn, 2007) ; And a World To Carry On (spectacle écrit par Barry Silber et Carole Coppinger, 2008) ; Map to the Treasure: Reimagining Laura Nyro (album collectif, 2014, avec notamment Rickie Lee Jones, Shawn Colvin, Alison Krauss, Dianne Reeves et Wayne Shorter) ; Spero Plays Nyro (album du Christine Spero Group, 2015, comprenant 9 reprises et une chanson originale intitulée « Laura and John », hommage à Laura Nyro et John Coltrane).
Une analyse de sa musique a été publiée en 2003 par le musicologue Ari Shagal de l'Université de Chicago, liant celle-ci au Great American Songbook en démontrant les similitudes entre le langage de ses accords et celui de Harold Arlen, Harry Warren ou George Shearing.
Sa vie et son œuvre ont fait l'objet d'un documentaire de la BBC : Shooting Star — Laura Nyro Remembered (2005).

## Discographie

### Albums studio
- 1967 : More Than a New Discovery (en)
- 1968 : Eli and the Thirteenth Confession
- 1969 : New York Tendaberry (en)
- 1970 : Christmas and the Beads of Sweat (en)
- 1971 : Gonna Take a Miracle (en)
- 1973 : First Songs (en)
- 1976 : Smile (en)
- 1978 : Nested (en)
- 1984 : Mother's Spiritual (en)
- 1993 : Walk the Dog and Light the Light (en)
- 2001 : Angel in the Dark (album posthume, enregistré en 1994-1995)

### Albums en public
- 1977 : Season of Lights (en)
- 1989 : Laura: Live at the Bottom Line (en)
- 2000 : Live at Mountain Stage (en) (enregistré en 1990)
- 2002 : Live: The Loom's Desire (enregistré en 1993-1994)
- 2003 : Live in Japan (enregistré en 1994)
- 2004 : Spread Your Wings and Fly: Live at the Fillmore East (enregistré le 30 mai 1971)

### Principales compilations
- 1980 – Impressions
- 1997 – Stoned Soul Picnic: The Best of Laura Nyro (réédité en 2011 sous le titre The Essential Laura Nyro) (Sony Music)
- 2000 – Time and Love: The Essential Masters
- 2006 – Laura Nyro - Collections (Sony Europe)
- 2024 - Hear My Song: The Collection 1966-1995 (Coffret Deluxe 19CD remasterisés)

### Œuvres
- (en)Kort, Michelle.The Music and Passion of Laura Nyro. New York: Thomas Dunne Books, 2002
- (en)Andy Arleo. Laura Nyro’s Eli and the Thirteenth Confession: Transcending the dichotomies of the Woodstock Years. The Woodstock Years/Les années Woodstock, Sep 2010, Le Havre, Université du Havre, France

### Vidéos
- (en)American Master "Inventing David Geffen", 20 novembre 2012
- (en)Laura Nyro - Critique, 1969
- (en)"Monterey Pop Festival - Other Performances (1967)", vidéo Dailymotion

### Sites externes
- (en)Page officielle sur le Rock & Roll Hall of Fame
- (en)Biographie sur American National Biography Online
- (en)Site officiel de Laura Nyro
- Notices d'autorité :   - VIAF
  - ISNI
  - BnF (données)
  - IdRef
  - LCCN
  - GND
  - Espagne
  - Israël
  - Australie
  - Norvège
  - Tchéquie
  - WorldCat